# Cephalotes christopherseni
Cephalotes christopherseni é uma espécie de inseto do gênero Cephalotes, pertencente à família Formicidae.